# Josef Slíva
Josef Slíva, né le 25 novembre 1898 à Třinec dans l'empire austro-hongrois et mort à une date inconnue, est un patineur artistique tchécoslovaque, qui concourt dans les années 1920 et 1930.

## Biographie

### Carrière sportive
Josef Slíva représente son pays à un championnats d'Europe (1930 à Berlin), trois mondiaux (1925 à Vienne, 1926 à Berlin et 1931 à Berlin) et deux Jeux olympiques d'hiver (1924 à Chamonix et 1928 à Saint-Moritz).
En 1930, il est initialement déclaré vainqueur des championnats d'Europe. Cependant, les résultats sont annulés en raison de l'absence de certification de deux officiels, et l'épreuve doit être recommencée. Josef Slíva ne termine pas la deuxième compétition et doit abandonner.
Il quitte les compétitions sportives en 1931.

## Palmarès
| Compétition           | 1924 | 1925 | 1926 | 1927 | 1928 | 1929 | 1930 | 1931 |
| Jeux olympiques       | 4e   |      |      |      | 5e   |      |      |      |
| Championnats du monde |      | 5e   | 5e   |      |      |      |      | 12e  |
| Championnats d’Europe |      |      |      |      |      |      | A    |      |
| Légende : A = Abandon |      |      |      |      |      |      |      |      |